# Lawrenceville (Virginia)
Lawrenceville is een plaats (town) in de Amerikaanse staat Virginia, en valt bestuurlijk gezien onder Brunswick County.

## Demografie
Bij de volkstelling in 2000 werd het aantal inwoners vastgesteld op 1275.
In 2006 is het aantal inwoners door het United States Census Bureau geschat op 1155, een daling van 120 (-9,4%).

## Geografie
Volgens het United States Census Bureau beslaat de plaats een oppervlakte van
2,4 km², geheel bestaande uit land. Lawrenceville ligt op ongeveer 118 m boven zeeniveau.

## Plaatsen in de nabije omgeving
De onderstaande figuur toont nabijgelegen plaatsen in een straal van 28 km rond Lawrenceville.